# ProTransilvania Alapítvány
A proTransilvania Alapítvány (románul: Fundația Civică proTransilvania) 1999 és 2000 között működő szervezet, amely Erdély autonómiájának megvalósítását tűzte ki célul. Alapítója Sabin Gherman erdélyi román újságíró.

## Rövid története
1998. szeptember 16-án a Monitorul de Cluj napilap címlapján megjelent Sabin Gherman „M-am săturat de România” (Torkig vagyok Romániával) című cikke, amelyet azonnal megvitatott Románia parlamentje. Néhány párt (PRM, PDSR, PUNR) azonnali sajtótájékoztatót hívott össze. A szélsőségesen nacionalista Corneliu Vadim Tudor a România Actualități rádióadó által sugárzott adásban Sabin Gherman letartóztatását kérte.
1999 márciusában a legfelsőbb bíróság megszüntette a Sabin Gherman elleni bűnügyi eljárást, aki elkezdte a proTransilvania Alapítvány hivatalos bejegyzéséhez szükséges iratok megszerzését. Áprilisban a kolozsvári törvényszék engedélyt adott az alapítvány létrehozására.
Június 6-án Marosvásárhelyen Emil Constantinescu, Románia elnöke azt állította, hogy információi vannak arról, hogy az alapítvány Románia federalizálásáról szóló nyilatkozatot készít, és ehhez aláírásokat gyűjt. Az ezt követő események nyomására a proTransilvania Alapítvány 1999. június 10-én nyilvánosságra hozott egy nyilatkozatot, amelyben kifejtette álláspontját (regionális kormány, a nemzeti kisebbségek iránti tisztelet, a skót vagy katalán modell szerinti önállóság stb.).
1999 nyarán 32 000 román írta alá, hogy szeretné Erdély függetlenségét. Az Institutul de Sondare a Opiniei Publice, Metro Media Transilvania szintén közvélemény-kutatást tartott Erdélyben, melynek eredménye: 1100 személyből (ebből 95% román, 5% magyar) 55% szeretne közigazgatási, 57% gazdasági, 40% politikai és 50% szeretne tanügyi autonómiát.
A következő évben a proTransilvania Alapítvány vezetői kifejezték annak lehetőségét, hogy az alapítványt politikai párttá alakítják Liga Transilvania – Banat néven, amely a politikai életben is képviselni fogja Erdély autonómiatörekvését. Ez azonban nem történt meg, ugyanis a román igazságügyminiszter kérésére a proTransilvania Alapítványt 2000. november 13-án törvénytelennek minősítették.